# Trixoscelis melanderi
Trixoscelis melanderi är en tvåvingeart som beskrevs av John Richard Vockeroth 1965. Trixoscelis melanderi ingår i släktet Trixoscelis och familjen myllflugor.
Artens utbredningsområde är Kalifornien. Inga underarter finns listade i Catalogue of Life.